# Liste der Monuments historiques in Armbouts-Cappel
Die Liste der Monuments historiques in Armbouts-Cappel führt die Monuments historiques in der französischen Gemeinde Armbouts-Cappel auf.

## Liste der Bauwerke
| Bezeichnung      | Beschreibung | Standort                                     | Kennzeichnung | Schutzstatus | Datum | Bild |
| ---------------- | ------------ | -------------------------------------------- | ------------- | ------------ | ----- | ---- |
| Kirche St-Martin | Erbaut 1954  | Place de la Mairie Rue de l’Abbé-Paul (Lage) | PA59000066    | Inscrit      | 2001  |      |

## Liste der Objekte
- Monuments historiques (Objekte) in Armbouts-Cappel in der Base Palissy des französischen Kultusministeriums